# Hasmark Strand
Hasmark Strand er beliggende ved Hasmark, en lille by nord for Otterup på Fyn.
Hasmark lægger navn til den lange strand på Nordfyn, der ligger mellem Jørgensø Strand mod vest og Enebærodde mod øst.
Langs stranden ligger mange sommerhuse, som præger området.
Tæt på stranden ligger Hasmark Strand Feriepark – en campingplads med kiosk, badeland og restaurant.